# York (Pensylvánie)
York je město v okresu York County ve státě Pensylvánie ve Spojených státech amerických. Jde o desáté nejlidnatější město v Pensylvánii. Nachází se asi 25 mil jižně od Harrisburgu, 30 mil západně od Lancasteru a asi 18 mil severně od hranice Pensylvánie s Marylandem.
Založen byl v roce 1741. Během americké občanské války byl York okupován vojsky Konfederace jako vůbec nejsevernější město států Unie. K roku 2020 zde žilo 44 800 obyvatel. S celkovou rozlohou 14 km² byla hustota zalidnění 3 237 obyvatel na km². Jeho partnerskými městy jsou Arles ve Francii a Leinfelden-Echterdingen v Německu. Největšími nákupními centry ve městě jsou York Galleria a West Manchester Town Center.